# NGC 374
NGC 374 (również PGC 3952 lub UGC 680) – galaktyka spiralna (S0-a), znajdująca się w gwiazdozbiorze Ryb. Odkrył ją Heinrich Louis d’Arrest 7 października 1861 roku.